# Omara Durand
Omara Durand Elias (Santiago di Cuba, 26 novembre 1991) è un'atleta paralimpica cubana, specializzata nella velocità.
Nel proprio palmarès vanta undici titoli paralimpici e quattordici titoli mondiali. Atleta gravemente ipovedente, milita nella categoria T12, dove è detentrice di diversi record mondiali: 11"40 nei 100 metri piani, 23"03 nei 200 e 51"77 nei 400. Sino al 2012 ha fatto parte della classe T13, dove ha stabilito il record mondiale nei 200 metri piani con una prestazione di 24"24.

## Biografia
Originaria di Santiago di Cuba, è ipovedente sin dall'infanzia. Malgrado tali disagi, inizia a praticare l'atletica leggera nel 1998, all'età di 7 anni, dimostrando subito un buon potenziale.
Compie il suo esordio internazionale nel 2007, inanellando una serie di vittorie in competizioni minori. Sempre quell'anno, ai giochi panamericani paralimpici, conquista la medaglia d'oro nei 100 e 200 metri piani. 
Nel 2008 tenta di vincere tre medaglie ai Giochi paralimpici di Pechino, ma un infortunio subito durante la competizione le impedisce di esprimersi al meglio nelle finali dei 100, 200 e 400 metri T13. 
Il 29 agosto 2012 è impegnata allo Stadio Olimpico di Londra come portabandiera della delegazione cubana alla cerimonia d'apertura dei Giochi paralimpici del 2012. Già incinta di alcuni mesi, avvia la sua seconda rassegna a cinque cerchi il 3 settembre, fregiandosi dell'oro nei 400 metri T13 con un miglior personale di 55"12, davanti alla tunisina Somaya Bousaid (56"83) e alla greca Alexandra Dimoglou (56"91). Due giorni dopo vince senza difficoltà la batteria dei 100 metri piani con un primato personale di 12"10, approdando alla finale del 6 settembre; la sua prestazione di 12"00 in finale, a un solo centesimo dal suo record mondiale stabilito l'anno precedente, le vale il secondo oro della competizione. Termina così la sua rassegna olimpica: l'assenza di una gara dedicata ai 200 metri T13 non consentirà alla cubana di ottenere un'ambita tripletta.
Abbandona temporaneamente l'attività verso la fine del 2012 per la nascita della figlia Erika. Si ripresenta alle gare solamente nel 2015 come atleta T12, a seguito di un peggioramento della sua vista. Successivamente vola in Qatar per partecipare ai mondiali paralimpici di Doha 2015. Qui si dimostra la sprinter T12 più in forma del momento, vincendo tre medaglie d'oro (nei 100, 200 e 400 metri). Nel corso della competizione stabilisce inoltre un nuovo record mondiale nei 100 metri, correndo in 11"48, distante soli sedici centesimi da un posto per le Olimpiadi di Rio de Janeiro 2016. Il mancato raggiungimento del minimo richiesto la porta tuttavia a dover abbandonare il sogno di una doppia qualificazione.
Per la sua preparazione atletica si reca poi a l'Avana, assieme alla collega e grande amica Yunidis Castillo. Viene nuovamente scelta come atleta simbolo della sua nazione ai Giochi paralimpici di Rio de Janeiro 2016. L'8 settembre si conferma l'atleta ipovedente più veloce della storia, vincendo la medaglia d'oro nei 100 m con un nuovo record mondiale di 11"40, davanti all'azera Elena Chebanu e alla tedesca Katrin Mueller-Rottgardt. Il 12 settembre bissa il successo anche nella gara dei 200 m, con il tempo di 23"05, mentre cinque giorni dopo conquista la sua terza medaglia d'oro nella manifestazione, dominando incontrastata la gara dei 400 metri in 51"77 (altro record mondiale). 
Vince altri sei ori paralimpici tra Tokyo 2020 e Parigi 2024.
È sposata con l'ex martellista cubano Noleysis Bicet, con il quale ha una figlia di nome Erika (nata nel 2012).

## Palmarès
| Anno | Manifestazione       | Sede           | Evento          | Risultato | Prestazione | Note                                     |
| ---- | -------------------- | -------------- | --------------- | --------- | ----------- | ---------------------------------------- |
| 2008 | Giochi paralimpici   | Pechino        | 100 m piani T13 | 6ª        | 12"59       |                                          |
| 2008 | Giochi paralimpici   | Pechino        | 200 m piani T13 | 4ª        | 25"67       |                                          |
| 2008 | Giochi paralimpici   | Pechino        | 400 m piani T13 | Finale    | dnf         |                                          |
| 2011 | Mondiali paralimpici | Christchurch   | 200 m piani T13 | Oro       | 24"24       | Record mondiale                          |
| 2011 | Mondiali paralimpici | Christchurch   | 400 m piani T13 | Oro       | 54"87       | Record dei campionati                    |
| 2012 | Giochi paralimpici   | Londra         | 100 m piani T13 | Oro       | 12"00       | Miglior prestazione personale stagionale |
| 2012 | Giochi paralimpici   | Londra         | 400 m piani T13 | Oro       | 55"12       | Miglior prestazione personale stagionale |
| 2015 | Mondiali paralimpici | Doha           | 100 m piani T12 | Oro       | 11"48       | Miglior prestazione personale stagionale |
| 2015 | Mondiali paralimpici | Doha           | 200 m piani T12 | Oro       | 23"03       | Record mondiale                          |
| 2015 | Mondiali paralimpici | Doha           | 400 m piani T12 | Oro       | 53"05       | Miglior prestazione personale stagionale |
| 2016 | Giochi paralimpici   | Rio de Janeiro | 100 m piani T12 | Oro       | 11"40       | Record mondiale                          |
| 2016 | Giochi paralimpici   | Rio de Janeiro | 200 m piani T12 | Oro       | 23"05       |                                          |
| 2016 | Giochi paralimpici   | Rio de Janeiro | 400 m piani T12 | Oro       | 51"77       | Record mondiale                          |
| 2017 | Mondiali paralimpici | Londra         | 100 m piani T12 | Oro       | 11"52       |                                          |
| 2017 | Mondiali paralimpici | Londra         | 200 m piani T12 | Oro       | 23"58       |                                          |
| 2017 | Mondiali paralimpici | Londra         | 400 m piani T12 | Oro       | 52"75       | Record dei campionati                    |
| 2019 | Mondiali paralimpici | Dubai          | 100 m piani T12 | Oro       | 11"66       | Record mondiale                          |
| 2019 | Mondiali paralimpici | Dubai          | 200 m piani T12 | Oro       | 23"57       |                                          |
| 2019 | Mondiali paralimpici | Dubai          | 400 m piani T12 | Oro       | 52"85       |                                          |
| 2021 | Giochi paralimpici   | Tokyo          | 100 m piani T12 | Oro       | 11"49       |                                          |
| 2021 | Giochi paralimpici   | Tokyo          | 200 m piani T12 | Oro       | 23"02       |                                          |
| 2021 | Giochi paralimpici   | Tokyo          | 400 m piani T12 | Oro       | 52"58       |                                          |
| 2023 | Mondiali paralimpici | Parigi         | 100 m piani T12 | Oro       | 11"62       |                                          |
| 2023 | Mondiali paralimpici | Parigi         | 200 m piani T12 | Oro       | 23"07       |                                          |
| 2023 | Mondiali paralimpici | Parigi         | 400 m piani T12 | Oro       | 52"82       |                                          |
| 2024 | Giochi paralimpici   | Parigi         | 100 m piani T12 | Oro       | 11"81       |                                          |
| 2024 | Giochi paralimpici   | Parigi         | 200 m piani T12 | Oro       | 23"62       |                                          |
| 2024 | Giochi paralimpici   | Parigi         | 400 m piani T12 | Oro       | 53"59       |                                          |